# Mission (Columbia Británica)
Mission o Distrito de Mission es un distrito municipal canadiense perteneciente a la provincia de Columbia Británica. Está situado en la orilla del Río Fraser con vista a la ciudad de Abbotsford y junto con esta forman parte del Valle Central Fraser. Es el vigésimo tercer municipio más grande en superficie en Columbia Británica con una población de 36.426 habitantes (2011). Fue fundanda en 1868 e incorporada en 1892 y posee una superficie de 225,78 km². Se encuentra a 70 kilómetros de Vancouver.

## Historia
Los primeros habitantes de Mission eran llamados Sto:lo (en inglés, "gente del río") cuya principal actividad era la de comercializar salmón, frutas y otros productos con clanes de la costa y del interior de Columbia Británica.
El distrito cuenta con el Xá:ytem Longhouse Interpretive Centre (Comuna Central de Interpretación) que es un sitio arqueológico y museo considerado patrimonio histórico nacional de Canadá, que le rinde homenaje a dichos habitantes antiguos. Además cuenta con otros sitios históricos recientes como Westminster Abbey, Hatzic Rock and the Fraser River Heritage Park.
En 1861 se construyó en Mission la Escuela India Residencial de Santa María (St. Mary's Indian Residential School) que contó además con una iglesia, un taller y un molino. Más tarde, abarcaría también la producción de lácteos, cría de aves de corral y cerdos, cereales, bayas y verduras. En 1880 se instaló el ferrocarril lo que permitió un rápido crecimiento de la zona urbana y la venta de tierras de 1891. También gracias a los lagos considerables con los que cuenta Mission se pudieron crear centrales hidroleléctricas y una industria maderera progresiva.
La zona que comprende desde el río Steve hasta el lago Hatzic fue incorporada por primera vez en 1892. En 1922, el Distrito de Mission se dividió por la creación del Pueblo de Mission, que más tarde se lo denominó Pueblo de la ciudad de Mission pero desde el 3 de noviembre de 1969 el mismo quedó unido a la Municipalidad de Mission por plebiscito formando así el actual Distrito de Mission.

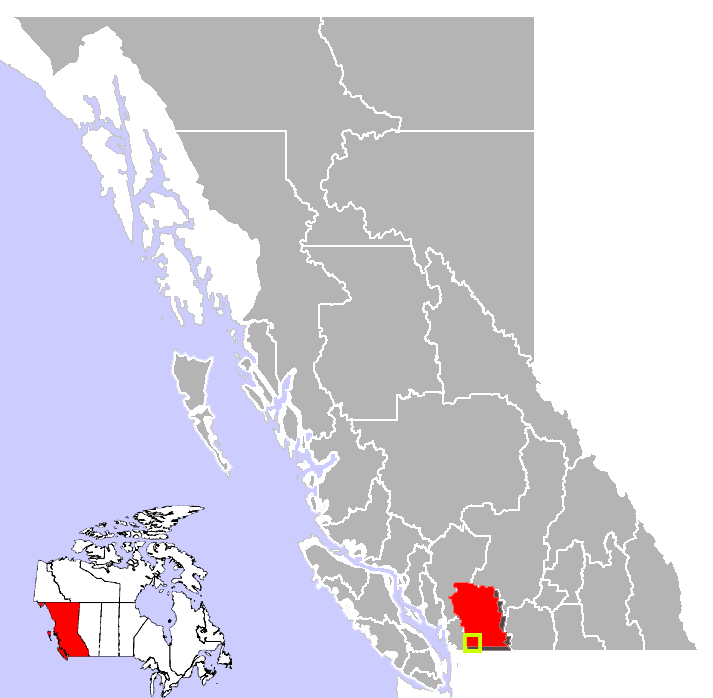
Localización de Mission.

## Geografía
A diferencia de los otros municipios del Valle Fraser, Mission es principalmente boscosa de tierras altas, con sólo pequeñas llanuras que bordean la orilla del río Fraser, con algunos estrados de relativamente baja calidad de las tierras agrícolas en aumento sucesivo hacia el norte por encima de la zona núcleo desarrollado de la ciudad. La tierra agrícola en Misión alguna vez fue el corazón de la industria de baya en el Valle de Fraser, pero la industria está ahora centrada en gran parte en la ciudad vecina de Abbotsford.
La parte más al sur del municipio limita al oeste con el curso bajo de agua del río Stave, que consta principalmente de los lagos Stave Lake y Hayward Lake, con dos embalses hidroeléctricos. Aunque la gran mayoría de la población de Mission vive al este del río Stave, más del 50% de la superficie terrestre del norte del municipio se encuentra al oeste y al norte de ese río, y su naciente noroeste se encuentra en el extremo superior del lago Alouette. Una pequeña porción del río Stave corre libre en sus dos últimos kilómetros antes de su desembocadura en el Río Fraser en Ruskin, sus últimos tres cuartas partes de una milla forma la frontera con el municipio más grande de Maple Ridge, al oeste.
Más del 40% de Mission es actualmente una granja de árboles, por lo que es la primera de las dos comunidades municipales con más plantaciones forestales (Revelstoke BC es la segunda). Las granjas de árboles de Mission celebraron su 50 aniversario en 2008.
El límite oriental del municipio más o menos coincide con la división entre la Mission de tierras altas y las planicies de inundación aluvial de Hatzic Prairie, que se asemeja a una gran parte del resto de las tierras bajas del Valle Fraser. Las comunidades no incorporadas de Hatzic hacia el este a Deroche forman parte de los interlocutores sociales y comerciales que se centraron en la matriz social y comercial de Mission, pero nunca se han sumado a la municipalidad; sus sociedades locales se basan en los productos lácteos, las bayas y la agricultura de maíz, así como un gran comunidad de Primeras Naciones en Lakahamen en la isla Nicomen.

## Gobierno
El Distrito de Mission se rige bajo el sistema de gobierno Consejo Administrador. El actual Alcalde (Ted Adlem) y el Consejo fueron elegidos el 18 de noviembre de 2011. El anterior Mayor fue James Atebe.[cita requerida]

## Demografía
Mission tiene un bajo volumen de nuevas oportunidades de empleo local y una alta proporción de los residentes (6 de cada 10) se desplazan a trabajar a otros lugares. La comunidad tiene una población joven, con una edad media de 36,4, según el censo de 2001 de Canadá, en Mission predomina la religión protestante,y junto con la católica y otras ramas del cristianismo, totalizan el 55,1% de la población. El segundo mayor grupo religioso es Sikh, que comprende el 5,1% de la población.
El grupo más numeroso es caucásica, que comprende aproximadamente el 97,6% de la población, pero aún dentro de la composición étnica de que Mission es muy complejo, con un gran número de alemanes y holandeses, pero también finlandeses, noruegos y otros escandinavos, italianos, húngaros, polacos, anglocanadienses, francocanadienses y otros. El mayor grupo minoritario visible en Mission son los asiáticos del sur, principalmente indo-canadienses que comprenden el 5,1% de la población. Hay un componente importante de las Primeras Naciones, y en la Reserva Peckquaylis de la India (Peckquaylis Indian Reserve), que es la antigua Escuela India Residencial de Santa María y sus jardines, y que es un centro de servicios y gobiernos de las comunidades Sto:lo de la zona hacia el este.

## Clima
Mission tiene un clima continental húmedo, típico de Canadá que se mezcla con un clima marítimo (CFB) debido a su proximidad con el Océano Pacífico. El Distrito goza de abundantes precipitaciones durante todo el año y temperaturas frescas sostenidas.[cita requerida]
| Parámetros climáticos promedio de Mission (1971-2000) | Parámetros climáticos promedio de Mission (1971-2000) | Parámetros climáticos promedio de Mission (1971-2000) | Parámetros climáticos promedio de Mission (1971-2000) | Parámetros climáticos promedio de Mission (1971-2000) | Parámetros climáticos promedio de Mission (1971-2000) | Parámetros climáticos promedio de Mission (1971-2000) | Parámetros climáticos promedio de Mission (1971-2000) | Parámetros climáticos promedio de Mission (1971-2000) | Parámetros climáticos promedio de Mission (1971-2000) | Parámetros climáticos promedio de Mission (1971-2000) | Parámetros climáticos promedio de Mission (1971-2000) | Parámetros climáticos promedio de Mission (1971-2000) | Parámetros climáticos promedio de Mission (1971-2000) |
| Mes                                                   | Ene.                                                  | Feb.                                                  | Mar.                                                  | Abr.                                                  | May.                                                  | Jun.                                                  | Jul.                                                  | Ago.                                                  | Sep.                                                  | Oct.                                                  | Nov.                                                  | Dic.                                                  | Anual                                                 |
| ----------------------------------------------------- | ----------------------------------------------------- | ----------------------------------------------------- | ----------------------------------------------------- | ----------------------------------------------------- | ----------------------------------------------------- | ----------------------------------------------------- | ----------------------------------------------------- | ----------------------------------------------------- | ----------------------------------------------------- | ----------------------------------------------------- | ----------------------------------------------------- | ----------------------------------------------------- | ----------------------------------------------------- |
| Temp. máx. abs. (°C)                                  | 15.6                                                  | 20.6                                                  | 22.5                                                  | 28.0                                                  | 36.5                                                  | 42.9                                                  | 37.8                                                  | 36.5                                                  | 36.0                                                  | 27.0                                                  | 18.9                                                  | 17.5                                                  | 42.9                                                  |
| Temp. máx. media (°C)                                 | 5.1                                                   | 8.0                                                   | 10.9                                                  | 14.6                                                  | 17.4                                                  | 19.9                                                  | 23.5                                                  | 23.4                                                  | 20.9                                                  | 14.9                                                  | 8.9                                                   | 6.0                                                   | 14.5                                                  |
| Temp. media (°C)                                      | 2.5                                                   | 4.7                                                   | 6.8                                                   | 9.7                                                   | 12.6                                                  | 15.1                                                  | 17.9                                                  | 18.0                                                  | 15.6                                                  | 10.9                                                  | 6.1                                                   | 3.5                                                   | 10.3                                                  |
| Temp. mín. media (°C)                                 | −0.2                                                  | 1.3                                                   | 2.7                                                   | 4.8                                                   | 7.7                                                   | 10.3                                                  | 12.3                                                  | 12.5                                                  | 10.4                                                  | 6.7                                                   | 3.2                                                   | 0.9                                                   | 6.1                                                   |
| Temp. mín. abs. (°C)                                  | −14.4                                                 | −15.5                                                 | −12.2                                                 | −2.8                                                  | −2.2                                                  | 2.2                                                   | 4.4                                                   | 5.0                                                   | 0.6                                                   | −3.5                                                  | −13.3                                                 | −19.4                                                 | −19.4                                                 |
| Precipitación total (mm)                              | 217.0                                                 | 190.7                                                 | 154.6                                                 | 129.7                                                 | 102.5                                                 | 100.6                                                 | 63.6                                                  | 74.1                                                  | 77.9                                                  | 141.2                                                 | 252.7                                                 | 260.1                                                 | 1764.5                                                |
| Lluvias (mm)                                          | 197.3                                                 | 178.8                                                 | 151.2                                                 | 129.5                                                 | 102.5                                                 | 100.6                                                 | 63.6                                                  | 74.0                                                  | 77.9                                                  | 141.1                                                 | 249.1                                                 | 242.9                                                 | 1708.5                                                |
| Nevadas (cm)                                          | 19.7                                                  | 11.9                                                  | 3.4                                                   | 0.2                                                   | 0                                                     | 0                                                     | 0                                                     | 0                                                     | 0                                                     | 0.1                                                   | 3.6                                                   | 17.2                                                  | 56.0                                                  |
| Días de precipitaciones (≥ 0.2 mm)                    | 19.3                                                  | 16.9                                                  | 18.0                                                  | 15.0                                                  | 15.6                                                  | 14.4                                                  | 9.7                                                   | 9.6                                                   | 9.8                                                   | 15.4                                                  | 20.7                                                  | 21.6                                                  | 186.0                                                 |
| Días de lluvias (≥ 0.2 mm)                            | 17.3                                                  | 15.8                                                  | 17.6                                                  | 15.0                                                  | 15.6                                                  | 14.4                                                  | 9.7                                                   | 9.6                                                   | 9.8                                                   | 15.4                                                  | 20.4                                                  | 19.5                                                  | 180.1                                                 |
| Días de nevadas (≥ 0.2 cm)                            | 4.2                                                   | 2.3                                                   | 1.1                                                   | 0.17                                                  | 0.03                                                  | 0                                                     | 0                                                     | 0                                                     | 0                                                     | 0.06                                                  | 0.82                                                  | 3.7                                                   | 12.4                                                  |
| Fuente: Environment Canada                            |                                                       |                                                       |                                                       |                                                       |                                                       |                                                       |                                                       |                                                       |                                                       |                                                       |                                                       |                                                       |                                                       |

## Economía
La forestación , la hidroelectricidad y la agricultura son los sectores líderes de recursos en Mission y proporcionan la base para una variedad de actividades relacionadas con la venta y servicio. En los últimos años, las mejoras de transporte han permitido al sector de fabricación expandirse más allá del aserradero y procesamiento de alimentos.
La forestaciòn y las industrias relacionadas con la madera dominan el sector manufacturero, con un énfasis en cedro rojo sacudida y los molinos de guijarros. Mission también posee la única licencia municipal de granja de árboles en Columbia Británica.
La agricultura está restringida a una estrecha franja a lo largo del río Fraser, y el distrito Dewdney-Deroche no incorporado al este de Mission contiene la mayoría de las granjas de la zona. Hay cerca de 96 granjas comerciales y aficionadas de la zona. La industria láctea es la principal actividad agrícola; otras fuentes de ingresos son las crías de aves, cerdos, carne de res y verduras.